# Diódoro Corella
Diódoro Corella fue un militar mexicano. Nació en Arizpe, Sonora en 1838. Comenzó su carrera militar en 1855 como soldado de la Guardia Nacional en Guaymas, durante la Revolución de Ayutla, tomando parte diversas acciones de guerra contra los yaquis.

## Guerra de Reforma
Cuando la Guerra de Reforma, combatió a las fuerzas conservadoras en Sonora y Sinaloa bajo las órdenes del general Jesús García Morales, obteniendo en 1861 el grado de coronel por la Batalla de El Salitral.

## Segunda Intervención Francesa
Durante la Segunda Intervención Francesa en México se mantuvo en las filas republicanas bajo las órdenes del general Plácido Vega, operando al poniente del Estado de México, en donde combatió en Tlalpujahua y en San Lorenzo. 
Participó en la Toma de Taxco en las filas del general Porfirio Díaz, y en el Sitio de Oaxaca, donde cayó prisionero en 1865. Fue enviado a Puebla en calidad de prisionero, por lo que en marzo de 1866 fue consignado a la corte marcial francesa que lo acusó de propalar noticias falsas, desterrándosele a San Francisco, California. En agosto desembarcó en Boca de Piedras, punto cercano a Topolobampo, Sonora, junto al general Plácido Vega. En Durango comandó un batallón de la Guardia Nacional estatal, incorporada a la brigada del general Silvestre Aranda. Posteriormente, en Zacatecas, resistió los embates del general Miguel Miramón para que el presidente Benito Juárez y sus ministros escapabaran a caballo.

## República
Terminada la guerra, fue ascendido a general en mayo de 1870, y al año siguiente combatió en el Levantamiento en Tamaulipas de 1871 y a Porfirio Díaz, cuando la Revolución de La Noria, siendo enviado junto a su brigada a operar a San Luis Potosí, declarando  el estado de sitio y asumiendo temporalmente el mando político y militar del estado.
En 1876 participó en la Revolución de Tuxtepec. Fue herido en la cara por un casco de metralla en la Batalla de Epatlán. El 14 de junio se le concedió el ascenso a general de división, sin embargo, falleció el día siguiente a consecuencia de las heridas sufridas en la batalla. El presidente Sebastián Lerdo de Tejada ordenó que sus restos fueran inhumados en la Rotonda de las Personas Ilustres.